# リュボームリ
リュボームリ（ウクライナ語: Лю́бомль）はウクライナのヴォルィーニ州リュボームリ地区にある都市。ハーパ川の河岸に位置する。都市の高さは海抜187 mである。面積は11.986 km²。人口は10,295人 (2022年1月1日)。
リュボームリは1287年に創建された。1541年に自治権を獲得した。1951年に市制施行された。
市内ではリュボームリ駅がある。首都キエフまでの直線距離は466 km、車道で491 kmとなっている。州庁所在地までの直線距離は104 km、鉄道で133 km、車道で122 kmとなっている。リュボームリの日は、三位一体の日の翌日となっている。